# Futbalový Klub Dukla Banská Bystrica

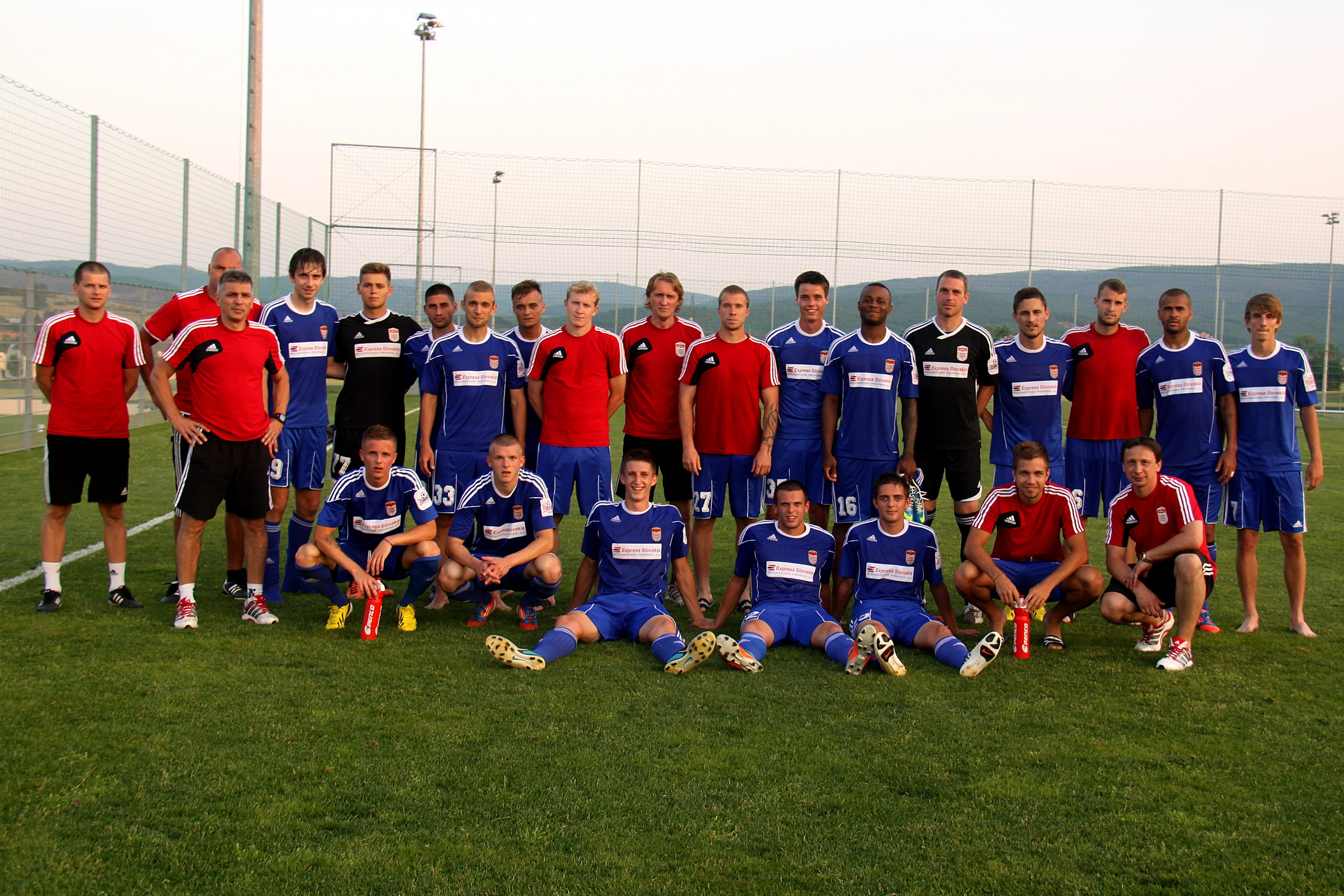
FK Dukla Banská Bystrica (2013)

L'FK Dukla Banská Bystrica è una società calcistica slovacca con sede a Banská Bystrica. Milita nella Corgoň Liga, la massima divisione nazionale.

## Cronologia
- 1965 - Fondato come VTJ Dukla Banská Bystrica
- 1967 - Rinominato AS Dukla Banská Bystrica
- 1975 - Rinominato ASVS Dukla Banská Bystrica
- 1984 - Prima qualificazione alle coppe europee, Coppa UEFA 1984/85
- 1992 - Rinominato FK Dukla Banská Bystrica

## Giocatori celebri

### Vincitori di titoli
Calciatori campioni olimpici di calcio
  František Kunzo (Mosca 1980)

## Allenatori
- Arnošt Hložek (1966–67)
- Bohumil Musil (1969–71)
- Oldřich Bříza (197?–79)
- Juraj Lakota (1980)
- Jozef Adamec (1981–87)
- Anton Dragúň (1987–89)
- Stanislav Jarábek (1989–91)
- Jozef Adamec (1991)
- Anton Hrušecký (1991–9?)
- Anton Jánoš (1993–95)
- Ján Ilavský (199?–96)
- Ján Kocian (1996–97)
- Peter Benedik (1996–97)
- Stanislav Jarábek (1998–99)
- Miloš Tagos (1999–00)
- Igor Novák (2000–01)
- Anton Jánoš (2001–03)
- Ladislav Molnár (2003–04)
- Václav Daněk (2004–05)
- Dušan Radolský (2006)
- Ladislav Molnár (2007)
- Štefan Horný (settembre 2007–agosto 2008)
- Anton Jánoš (agosto 2008–novembre 2008)
- Jozef Jankech (dicembre 2008–giugno 2009)
- Karol Marko (luglio 2010–novembre 2010)
- Štefan Zaťko (novembre 2010–maggio 2012)
- Norbert Hrnčár (6 giugno 2012–9 Ottobre 2014)
- Štefan Rusnák (9 Ottobre 2014–26 Giugno 2015)
- Ľubomír Faktor (26 Giugno 2015–18 Ottobre 2016)
- Dušan Tóth (18 Ottobre 2016–26 Settembre 2018)
- Stanislav Varga(26 settembre 2018–)

## Organico

### Rosa 2022-2023
Aggiornato al 23 gennaio 2022.
| N. |                       | Ruolo | Calciatore                 |
| -- | --------------------- | ----- | -------------------------- |
| 1  | Slovacchia (bandiera) | P     | Filip Baláž                |
| 2  | Slovacchia (bandiera) | D     | Adam Červeň                |
| 4  | Slovacchia (bandiera) | D     | Martin Slaninka            |
| 6  | Slovacchia (bandiera) | C     | Dávid Richtárech           |
| 7  | Slovacchia (bandiera) | D     | Jakub Uhrinčať             |
| 8  | Slovacchia (bandiera) | C     | Matúš Köröš                |
| 9  | Slovacchia (bandiera) | A     | Matej Franko               |
| 10 | Slovacchia (bandiera) | C     | Branislav Ľupták           |
| 11 | Slovacchia (bandiera) | A     | David Jackuliak            |
| 12 | Slovacchia (bandiera) | D     | Luboš Kupčík               |
| 16 | Slovacchia (bandiera) | C     | Adam Hanes                 |
| 17 | Slovacchia (bandiera) | A     | Róbert Polievka (capitano) |

| N. |                       | Ruolo | Calciatore         |
| -- | --------------------- | ----- | ------------------ |
| 18 | Slovacchia (bandiera) | A     | David Depetris     |
| 19 | Slovacchia (bandiera) | D     | Patrik Prikryl     |
| 21 | Slovacchia (bandiera) | D     | Lukáš Migaľa       |
| 22 | Slovacchia (bandiera) | P     | Matúš Hruška       |
| 23 | Slovacchia (bandiera) | C     | Michal Faško       |
| 27 | Slovacchia (bandiera) | D     | Adrián Slávik      |
| 28 | Slovacchia (bandiera) | D     | Marian Pišoja      |
| 31 | Slovacchia (bandiera) | A     | Martin Rymarenko   |
| 41 | Slovacchia (bandiera) | D     | Ľubomír Willwéber  |
| 44 | Slovacchia (bandiera) | D     | Timotej Záhumenský |
| 99 | Slovacchia (bandiera) | P     | Július Nôta        |
|    | Slovacchia (bandiera) | C     | Adrián Káčerik     |

### Calciatori in rosa
Aggiornato al 04 agosto 2021
| N. |                       | Ruolo | Calciatore       |
| -- | --------------------- | ----- | ---------------- |
| 2  | Slovacchia (bandiera) | D     | Adam Červeň      |
| 4  | Slovacchia (bandiera) | D     | Viktor Tóth      |
| 5  | Slovacchia (bandiera) | D     | Martin Slaninka  |
| 6  | Slovacchia (bandiera) | C     | Dávid Richtárech |
| 7  | Slovacchia (bandiera) | C     | Jakub Uhrinčať   |
| 8  | Slovacchia (bandiera) | C     | Sven Jurčišin    |
| 10 | Slovacchia (bandiera) | C     | Branislav Ľupták |
| 11 | Slovacchia (bandiera) | A     | Jakub Šulc       |
| 12 | Slovacchia (bandiera) | D     | Ľuboš Kupčík     |
| 16 | Slovacchia (bandiera) | C     | Adam Hanes       |

| N. |                       | Ruolo | Calciatore                 |
| -- | --------------------- | ----- | -------------------------- |
| 17 | Slovacchia (bandiera) | A     | Róbert Polievka (capitano) |
| 19 | Slovacchia (bandiera) | D     | Patrik Prikryl             |
| 21 | Slovacchia (bandiera) | D     | Lukáš Migaľa               |
| 22 | Slovacchia (bandiera) | P     | Matúš Hruška               |
| 23 | Slovacchia (bandiera) | P     | Július Nôta                |
| 25 | Slovacchia (bandiera) | D     | Lukáš Kojnok               |
| 27 | Slovacchia (bandiera) | D     | Patrik Vajda               |
| 28 | Slovacchia (bandiera) | D     | Marián Pišoja              |
| 41 | Slovacchia (bandiera) | C     | Ľubomír Willwéber          |
| 77 | Slovacchia (bandiera) | A     | David Jackuliak            |
| —  | Slovacchia (bandiera) | A     | David Depetris             |

### Staff
Aggiornato al 01 gennaio 2022
| Staff           | Ruolo                                |
| --------------- | ------------------------------------ |
| Stanislav Varga | Allenatore                           |
| Štefan Rusnák   | Vice Allenatore                      |
| Norbert Juračka | Allenatore dei Portieri              |
| Dávid Brünn     | Preparatore Atletico                 |
| Renáta Kaliská  | Medico Sociale                       |
| Peter Straňák   | Medico Sociale                       |
| Ivan Šimko      | Direttore Tecnico                    |
| Richard Rubint  | Direttore Sportivo Settore Giovanile |

## Palmarès

### Competizioni nazionali
- Československý Pohár: 1

1980-1981
- Slovenský Pohár: 1

2004-2005
- 2. Liga (Slovacchia): 1

2002-2003
- 3. Liga (Slovacchia): 1

2017-2018 (girone centro)

### Competizioni internazionali
- Coppa Piano Karl Rappan: 1

1991

### Altri piazzamenti
- Coppa di Cecoslovacchia:

Finalista: 1980-1981
- Campionato slovacco:

Secondo posto: 2003-2004
Terzo posto: 1994-1995, 2004-2005, 2009-2010
- Coppa di Slovacchia:

Finalista: 1998-1999
Semifinalista: 1995-1996, 1999-2000, 2009-2010, 2011-2012, 2014-2015, 2024-2025
- Supercoppa di Slovacchia:

Finalista: 2005
- 2. Liga (Slovacchia):

Secondo posto: 2019-2020

## Altre Squadre[1]
Il club presenta anche le seguenti formazioni giovanili maschili:
- Under 19
- Under 17
- Under 16
- Under 15
- Under 14
- Under 13
- Under 12
- Under 11
- Under 10
- Under 9

Inoltre ha anche una sezione femminile:
- Prima Squadra
- Under 19
- Under 15